# Sesamia geyri
Sesamia geyri là một loài bướm đêm trong họ Noctuidae.